# Локальная переменная

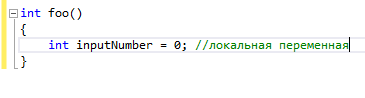
Пример локальной переменной в среде MS Visual Studio 2012

В программировании локальной переменной называют переменную, объявленную внутри блока кода. Область видимости локальной переменной начинается в точке её объявления и заканчивается в конце этого блока. Например, в языке Си локальными являются переменные объявленные внутри функции или блока (в Си, блоки ограничиваются фигурными скобками { и }).
Существуют языки программирования, в которых локальную переменную можно объявить только в функции, так как в этих языках локальная переменная, объявленная в блоке, объявляется в функции непосредственного расположения этого блока.

## Организация в памяти
Локальные переменные хранятся в стеке вызовов в большинстве языков. Это означает, что если функция рекурсивно вызывает сама себя, то переменные каждый раз создаются заново и им выделяется персональная память, а не запись в одно и то же место.

### Ограничения
Локальная переменная ограничивается только размером памяти выделенной операционной системой или компьютером под стек.
Алгол–подобные языки позволяют устраивать сколь угодно большую вложенность блоков и в каждом будут свои локальные переменные.

## Область применения
Локальные переменные делают возможной рекурсию.
Переменные локальной области видимости используются, чтобы избежать проблем с побочными эффектами, которые могут произойти с глобальными переменными.
Языки программирования, которые используют вызов по значению, выделяют каждой подпрограмме локальную область видимости из локальных переменных с локальной копией аргументов переданных ей.
Локальной переменной является любой параметр функции(например, в языке Си), что не использует ссылок или указателей.

## Статические локальные переменные
Статические переменные — это особый тип локальных переменных, доступен во многих популярных языках(включая c/c++, Visual Basic, VB.NET), суть его заключается в том, что эта переменная сохраняет в себе значение в каждом вызове функции. И в каждом вызове она будет ровно такой, какой была при закрытии тела этой функции до этого.

## localв Perl
Perl имеет ключевое слово, local, для «локализации» переменных, но в этом случае, local означает не то, что большинство людей ожидает от него. [2] Оно создаёт временную переменную с ограниченным временем жизни, но находящуюся в глобальном пространстве имён. Это позволяет видеть данную переменную в любой функции, вызванной из данного блока.
Для создания лексических переменных, которые больше похожи на автоматические переменные, используйте оператор my.
Чтобы понять, как это работает рассмотрим следующий код:
```
$a
 
=
 
1
;

sub
 
f
()

{

    
local
 
$a
;

    
$a
 
=
 
2
;

    
g
();

}

sub
 
g
()

{

    
print
 
"$a\n"
;

}

g
();

f
();

g
();

```

Результат:
```
1
2
1
```

это происходит с именем глобальной переменной $a,  которое начинает указывать на новую временную переменную, созданную в функции f(), но глобальное значение восстанавливается при выходе из f().
Используя my в этом случае вместо local вывело бы 1 три раза, так как в этом случае переменная $a действительно являлась бы локальной для функции f() и не видели g().
По этой причине многие считают, что оператор local должен иметь другое название, например save. [5]

## Локальные переменные в Ruby
Руби как язык был вдохновлен также Perl, но в этом случае запись была сделана проще: имени глобальной переменной должен предшествовать знак $, например, $variable_name, в то время как локальная переменная просто не имеет знака $ перед её именем, например, variable_name (в то время как в Perl все скалярные значения имеют $ спереди).

## Пример использования локальных переменных на языке С
```
#include
 
<stdio.h>

int
 
a
 
=
 
0
;
  
// глобальная переменная

int
 
main
()

{

    
printf
(
"%d"
,
 
a
);
 
// будет выведено число 0

    
{

       
int
 
a
 
=
 
1
;
 
// объявлена локальная переменная а, глобальная переменная a не видна

       
printf
(
"%d"
,
 
a
);
 
// будет выведено число 1

       
{

          
int
 
a
 
=
 
2
;
 
// еще локальная переменная в блоке, глобальная переменная a не видна, не видна и предыдущая локальная переменная

          
printf
(
"%d"
,
 
a
);
  
// будет выведено число 2

       
}

    
}

}

```

Выдаст:
```
012
```